# 大字楠橋
大字楠橋（おおあざくすばし）は福岡県北九州市八幡西区の大字。住居表示未実施。郵便番号は807-1151。

## 地理
八幡西区の南部西端に位置し、笹尾川と堀川との合流地点にある地域（ここでは北部地域と呼ぶ）と山陽新幹線の北側に位置する地域（ここでは南部地域と呼ぶ）、国道200号沿いの一角（ここでは南東部地域と呼ぶ）の3ヶ所に分かれる。
北部地域は北に楠北，高江，香月西、東に大字香月，楠橋上方、南に楠橋下方，楠橋西と接し、南西に直方市、西に鞍手町、北西に中間市と接する。
南部地域は北から東に楠橋西、東から南に大字木屋瀬と接し、西に直方市と接する。
南東部地域は北，東，南に楠橋南、西に大字野面と接する。

### 河川
- 一級河川 遠賀川
- 一級河川 黒川
- 一級河川 笹尾川
- 一級河川 堀川

### 湖沼
- 豊前坊池

## 地域の特徴
かつて遠賀郡楠橋村と呼ばれていた地域のうち住居表示されずに残った部分である。
北部地域
南東部の豊前坊池付近に山林があり、専福寺がある。その他はほぼ平坦な低地で水田が広がる。西縁に沿って遠賀川が北上し、並行して県道73号直方水巻線が走る。遠賀川内の中州の一部も本大字に含まれる。南縁に沿って堀川が北流し、同じく南縁に沿って北西流する笹尾川に合流した後、北縁に沿って北上する。東部北縁では黒川が西流する。東部を筑豊電気鉄道線が縦断する。北部に笹尾川配水機場がある。
南部地域
平坦な地形で西縁を遠賀川が北上する。南縁の外側を山陽新幹線が東西に走る。西部・皇后崎浄化センター楠橋ポンプ場，特別養護老人ホームなごみのさとがある。
南東部地域
国道200号に面する、外周200メートルに満たない三角形の地域。数軒の店舗が立ち並ぶ。

## 歴史
鎌倉期から室町期には楠橋荘と呼ばれる荘園があった。江戸時代は筑前国鞍手郡（のち遠賀郡）の楠橋村であり、筑前国の広村の一つに数えられていた。1802年（享和2年）、寿命（じめ）の山畑を切り開き新川を掘って中間村の堀川につないだことにより、当村から下大隈・中間・吉田・則松を経て若松村に至る水路が完成した。1804年（文化元年）には寿命の水口に閘が設置された。

### 地名の由来
昔、僧行基が楠の大木から仏像を作り、その余材で板橋を架して人を救ったことから楠橋の名が起こったといわれる。

### 沿革
- 1878年（明治11年）11月1日 - 郡区町村編制法の福岡県での施行により、行政区画としての遠賀郡が発足。遠賀郡楠橋村となる。
- 1889年（明治22年）4月1日 - 町村制施行により、香月村、楠橋村、馬場山村、畑村の4村が合併し、香月村が発足。楠橋村は香月村大字楠橋となる。[6]
- 1931年（昭和6年）4月1日 - 香月村が町制施行し、香月町が発足。香月村大字楠橋は香月町大字楠橋となる[6]。
- 1955年（昭和30年）4月1日 - 香月町が八幡市の一部となり、香月町大字香月は八幡市大字楠橋となる[6]。
- 1963年（昭和38年）2月1日 - 八幡市、戸畑市、小倉市、若松市、門司市の5市が合併し、北九州市が発足。八幡市大字楠橋は北九州市八幡区大字楠橋となる。
- 1963年（昭和38年）4月1日 - 北九州市が政令指定都市に指定され、八幡区、戸畑区、小倉区、若松区、門司区の5区を設置。北九州市八幡区大字楠橋は北九州市八幡区大字楠橋となる。
- 1974年（昭和49年）4月1日 - 八幡区が八幡西区と八幡東区に分かれ、北九州市八幡西区大字楠橋となる[7]。
- 1987年（昭和62年）6月1日 - 大字楠橋の一部が香月中央五丁目，茶屋の原四丁目，馬場山緑になる[8][9]。
- 1988年（昭和63年）6月1日 - 大字楠橋の一部が楠橋上方一丁目 - 二丁目，楠橋東一丁目 - 二丁目，楠橋南一丁目 - 二丁目，楠橋西一丁目 - 三丁目，木屋瀬一丁目，真名子一丁目 - 二丁目，楠橋下方一丁目 - 三丁目になる[10][11]。
- 1989年（平成元年）6月1日 - 大字楠橋の一部が楠橋南三丁目，野面二丁目，金剛三丁目になる[12][13]。
- 1993年（平成5年）6月1日 - 大字楠橋の一部が楠橋東一丁目，茶屋の原四丁目になる[14][15]。
- 1994年（平成6年）6月1日 - 大字楠橋の一部が高江一丁目 - 二丁目になる[16][17]。
- 1997年（平成9年）7月1日 - 大字楠橋の一部が岩崎一丁目 - 四丁目になる[18][19]。
- 1998年（平成10年）6月1日 - 大字楠橋の一部が楠北一丁目 - 三丁目になる[20][21]。

## 世帯数と人口
2025年（令和7年）3月31日現在（北九州市発表）の世帯数と人口は以下の通りである。
| 大字     | 世帯数 | 人口  |
| -------- | ------ | ----- |
| 大字楠橋 | 89世帯 | 145人 |

### 人口の変遷
国勢調査による人口の推移。
| 1995年（平成7年）  | 2,691人 | [ 22 ] |  |
| 2000年（平成12年） | 163人   | [ 23 ] |  |
| 2005年（平成17年） | 136人   | [ 24 ] |  |
| 2010年（平成22年） | 246人   | [ 25 ] |  |
| 2015年（平成27年） | 223人   | [ 26 ] |  |
| 2020年（令和2年）  | 255人   | [ 27 ] |  |

### 世帯数の変遷
国勢調査による世帯数の推移。
| 1995年（平成7年）  | 919世帯 | [ 22 ] |  |
| 2000年（平成12年） | 44世帯  | [ 23 ] |  |
| 2005年（平成17年） | 46世帯  | [ 24 ] |  |
| 2010年（平成22年） | 51世帯  | [ 25 ] |  |
| 2015年（平成27年） | 41世帯  | [ 26 ] |  |
| 2020年（令和2年）  | 41世帯  | [ 27 ] |  |

## 学区
市立小・中学校に通う場合、学区は以下の通りとなる。
| 番地 | 小学校                 | 中学校                 |
| --- | ---------------------- | ---------------------- |
| 65, 327番地 | 北九州市立木屋瀬小学校 | 北九州市立木屋瀬中学校 |
| 250 - 326, 328 - 2146, 2218, 2437 - 2438, 2466, 3184, 3185-1 - 7, 3187 - 3606, 3619 - 3621, 3629, 3633, 3643 - 3656, 3658, 3682, 3690 - 3785, 3878, 3902 - 3904, 4292番地 | 北九州市立楠橋小学校   | 北九州市立香月中学校   |
| 2440 - 2465, 2467 - 3014, 3033, 3615, 4410, 4481, 4580 - 4583, 4632, 4741, 4862, 4891, 4941, 4946, 4955番地                                                               | 北九州市立香月小学校   | 北九州市立香月中学校   |

## 交通

### 道路
- 国道200号
- 県道73号直方水巻線

## 施設

### 役所・公的機関
- 笹尾川配水機場
- 西部・皇后崎浄化センター楠橋ポンプ場

### 社会福祉施設
- 特別養護老人ホームなごみのさと

### 公園
- 唐熊公園
- 笹尾川水辺の楽校